# Battlefield Mobile
Battlefield Mobile — условно-бесплатная мобильная многопользовательская онлайн-игра в жанре шутера от первого лица, которая разрабатывалась компанией Industrial Toys. С конца сентября 2021 года проходил альфа-тест в Индонезии и на Филиппинах. С ноября 2022 года проходил открытый бета-тест в Индонезии, Таиланде, Малайзии, Сингапуре и на Филиппинах. В феврале 2023 года Electronic Arts заявила о прекращении разработки игры.
Также как и в других частях серии, в Battlefield Mobile присутствовали военная техника и разрушаемые объекты. В игре есть разделение на классы, среди которых: штурмовик, боец поддержки, медик и разведчик.

## История
Игра была анонсирована DICE в апреле 2021 года. Battlefield Mobile не была связана с другими играми серии. С конца сентября 2021 года проходил альфа-тест в Индонезии и на Филиппинах, выпуск игры в других странах планировался в 2022 году. 1 февраля 2023 года Electronic Arts объявила о закрытии Battlefield Mobile.